# Джовани Варлиен
Вижте пояснителната страница за други личности с името Джовани.
Джовани Варлиен (на италиански: Giovanni Varglien, прякор Нини, Nini) е италиански футболист, полузащитник и треньор. През 1928 г. започва професионална му кариера като футболист в НК Риека. След това от 1929 до 1947 г. е във ФК Ювентус, където е неговият най-силен период с 381 мача и 35 гола. Завършва състезателната си кариера в отбора на УС Чита ди Палермо през сезон 1947 – 1948 г. Кариерата му като треньор започва през 1948 в УС Чита ди Палермо и след като е бил треньор на 13 отбора завършва през 1966 г. в Йезина Калчо от град Йези.